# Trigonella stenocarpa
Trigonella stenocarpa är en ärtväxtart som beskrevs av Karl Heinz Rechinger. Trigonella stenocarpa ingår i släktet trigonellor, och familjen ärtväxter. Inga underarter finns listade i Catalogue of Life.